# Панневиц (Буркау)

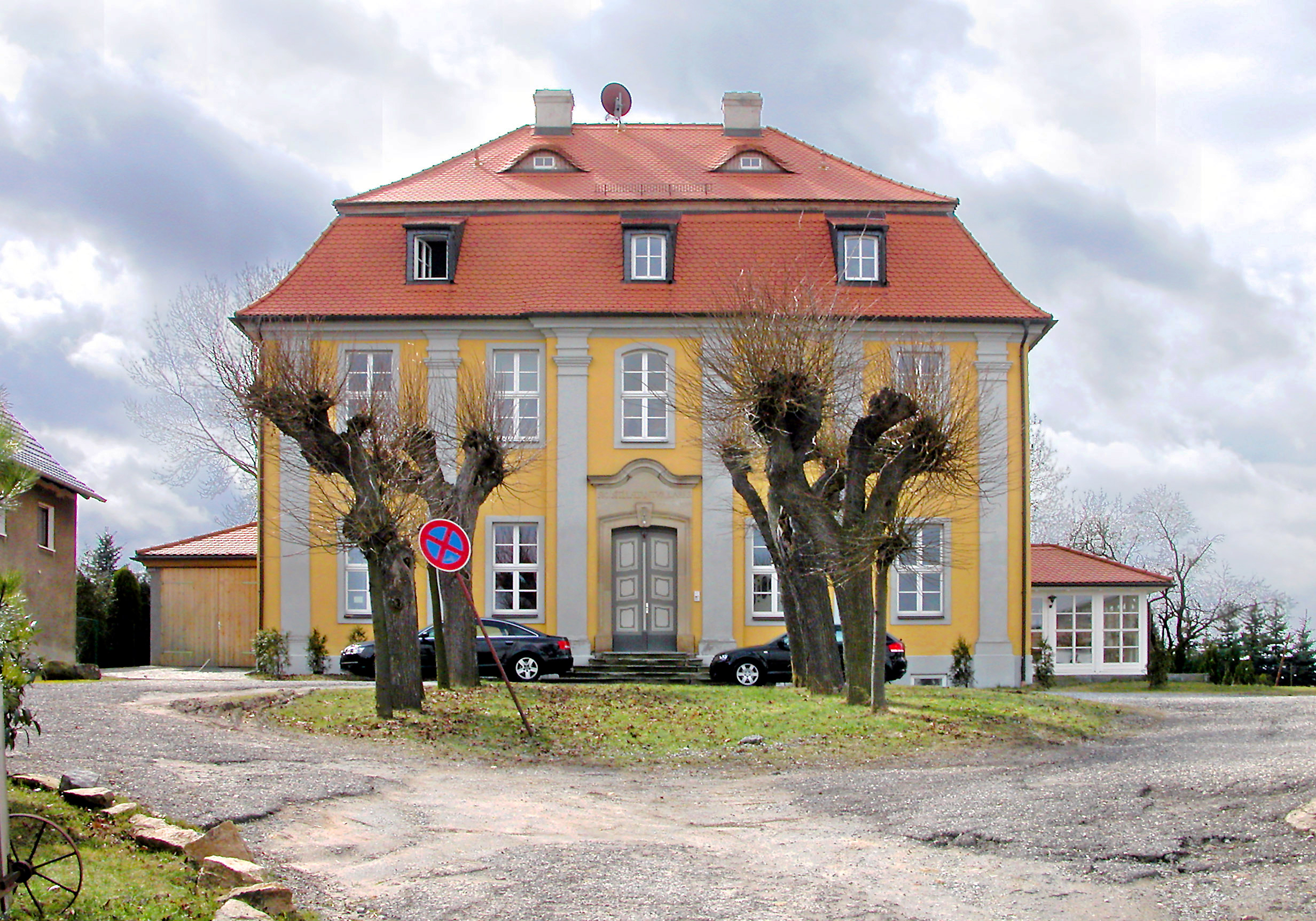
Усадебный дом (Herrenhaus), 1750 год. Памятник культуры и истории земли Саксония

Па́нневиц или Па́нецы (нем. Jiedlitz; в.-луж. Jědlica) — деревня в Верхней Лужице, Германия. Входит в состав коммуны Буркау района Баутцен в земле Саксония. Подчиняется административному округу Дрезден.

## География
Соседние населённые пункты: на севере — деревня Вучкецы, на юго-востоке — деревня Добранецы коммуны Гёда, на юге — деревня Вульки-Восык, на западе — деревня Горни-Вуезд и на северо-западе — деревни Малы-Восык и Нерадецы.
Деревня не входит в официальную Лужицккую поселенческую область.

## История
Впервые упоминается в 1240 году под наименованием Panewicz.
С 1936 по 1973 года входила в состав коммуны Гросхенхен, с 1973 по 1994 года — в коммуну Ухист-ам-Таухер. С 1994 года входит в современную коммуну Буркау.
Исторические немецкие наименования:
- Panewicz, 1240
- Thydericus, Theodericus, auch Tizo de Panuwicz, Pan(e)wiz, 1262
- Panewitz, 1276
- Panewicz, Panowicz, 1342
- Panewicz, 1420
- Pannewitz b. Bischofswerda, 1875

## Население
Согласно статистическому сочинению «Dodawki k statisticy a etnografiji łužickich Serbow» Арношта Муки в 1884 году в деревне проживало 125 человек (из них — 92 серболужичанина (74 %)).
| 1834 | 1871 | 1890 | 1910 | 1925 | 2011 |
| ---- | ---- | ---- | ---- | ---- | ---- |
| 86   | 122  | 108  | 126  | 117  | 101  |

## Достопримечательности
Памятники культуры и истории земли Саксония
- Усадебный дом и примыкающий к нему парк, 1750 год (№ 09289477).